# Formazione di Plutone
Le ipotesi sulla formazione di Plutone e dei suoi satelliti sono molte, e sono anche abbastanza incerte vista la distanza di Plutone dalla Terra e le poche informazioni che si hanno su questo pianeta nano.

## Origini

### Prime ipotesi
Sono state diverse le teorie avanzate per spiegare le piccole dimensioni di Plutone, simile a quella dei satelliti del gigante Nettuno, in particolare di Tritone. Il matematico britannico Raymond Arthur Lyttleton riteneva, nel 1936, che Plutone e Tritone ruotassero un tempo attorno a Nettuno, fintanto che una perturbazione gravitazionale espulse Plutone dalla sua orbita, mentre Tritone si inserì su un'orbita retrograda attorno a Nettuno. La teoria fu ripresa anche da Gerard Kuiper, che sosteneva che Tritone e Plutone avevano in comune alcune caratteristiche atmosferiche e geologiche.
La teoria fu abbandonata quando studi dinamici dimostrarono che Plutone e Nettuno non si avvicinavano mai tra loro percorrendo le rispettive orbite, che sono in risonanza orbitale 3:2.

### La scoperta di altri oggetti transnettuniani e ulteriori ipotesi
Nel 1992 vennero scoperti diversi corpi ghiacciati simili a Plutone, al di là dell'orbita di Nettuno, e ci si rese conto che Plutone rappresentava solo il più grande di questi oggetti transnettuniani fino a quel momento sconosciuti. Plutone, come un tempo Tritone, fa parte della Fascia di Kuiper, e ha dato il nome ai plutini, altri corpi ghiacciati che come lo stesso Plutone presentano un fenomeno di risonanza orbitale 2:3 con Nettuno, mentre altri oggetti della stessa fascia di Kuiper possono presentare diverse risonanze con il gigante gassoso.
Plutone potrebbe essere considerato uno dei tanti frammenti del disco protoplanetario durante la formazione del sistema solare; il suo accrescimento non fu sufficiente perché divenisse un vero e proprio pianeta. Come altri oggetti della fascia di Kuiper sarebbe stato allontanato dal Sole oltre l'orbita di Nettuno per l'influenza gravitazionale dei pianeti giganti Caronte potrebbe invece essersi formato in seguito a una collisione di Plutone con uno dei tanti planetesimi di quella affollata proto-fascia di Kuiper, i cui resti possono essere identificati nelle lune minori Notte, Idra, Cerbero e Stige, membri quindi di una famiglia collisionale.

### Il modello di Nizza

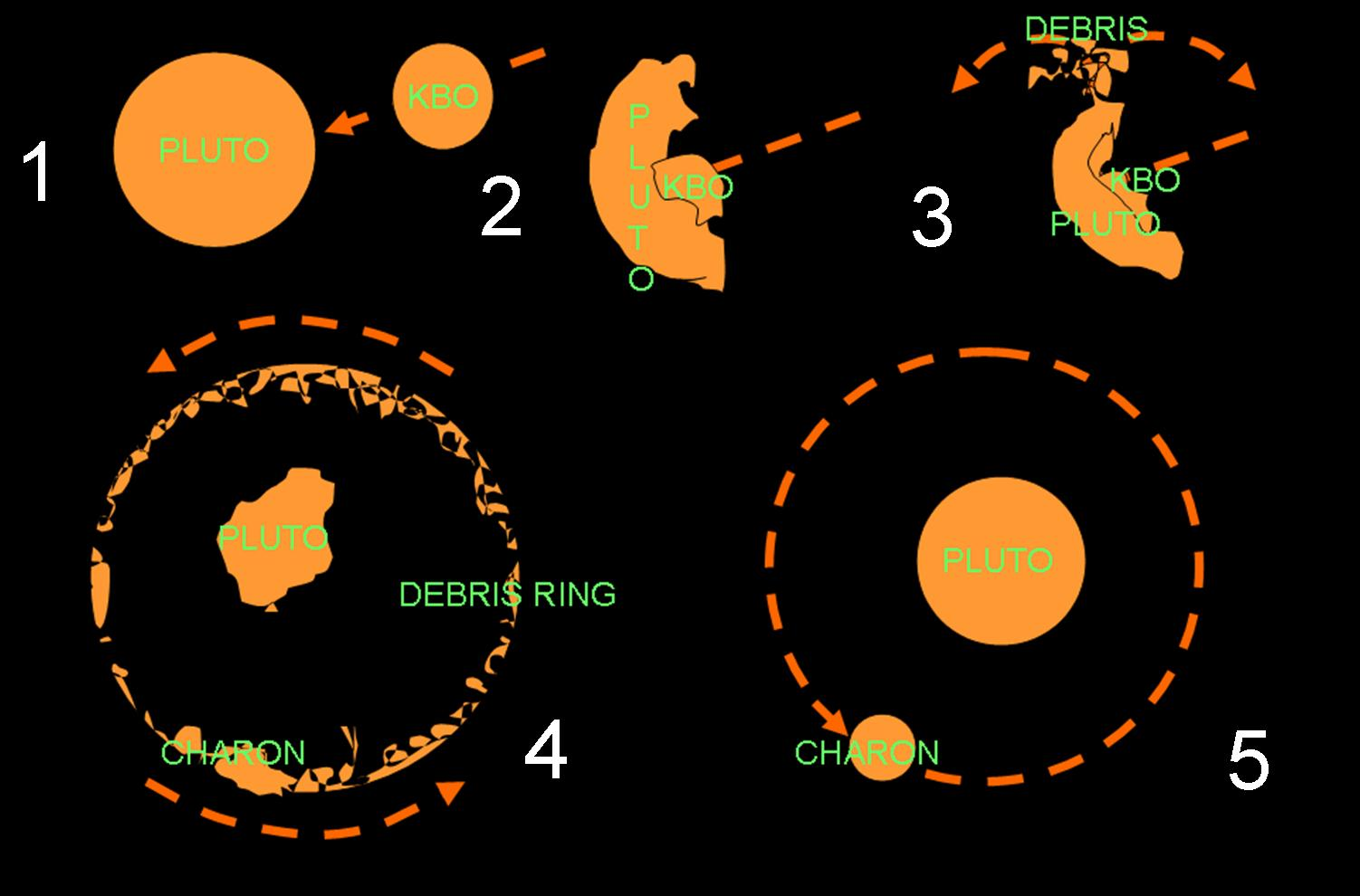
Formazione di Caronte secondo la teoria dell'impatto

La comunità scientifica è relativamente concorde che all'inizio del sistema solare Urano e Nettuno occupassero un'orbita molto più vicina al Sole; secondo il modello di Nizza, sviluppato nel 2004 da un gruppo di astronomi dell'osservatorio della Costa Azzurra, forse a causa di un risonanza orbitale di 1:2 che si creò tra Giove e Saturno, Urano e Nettuno vennero spinti su orbite più esterne. Quando Nettuno si avvicinò agli oggetti della proto fascia di Kuiper, al tempo occupata da oggetti su orbite relativamente regolari e poco eccentriche, ne catturò uno (Tritone), bloccò Plutone e altri oggetti in risonanza orbitale, modificandone le orbite, e gettò altri ancora in orbite caotiche, come gli oggetti del disco diffuso. L'instabilità della proto fascia di Kuiper causata dalla migrazione di Nettuno, con la conseguente espulsione di oggetti da quella zona di spazio anche verso le zone interne del sistema solare, potrebbe spiegare l'intenso bombardamento tardivo avvenuto 600 milioni di anni dopo la formazione del sistema solare e l'origine dei troiani di Giove. È possibile che Plutone avesse un'orbita quasi circolare, intorno ai 33 UA dal Sole, prima che la migrazione di Nettuno la perturbasse. Il modello di Nizza richiede che ci fossero circa un migliaio di corpi delle dimensioni di Plutone, in origine, nel disco di planetesimi, tra cui Tritone ed Eris.

## Formazione della fascia di Kuiper
Le origini della Fascia di Kuiper ad oggi non sono ancora chiare, e gli astronomi attendono la costruzione di telescopi più avanzati per scoprire altri oggetti in questa fascia.
La fascia di Kuiper è formata da planetesimi, frammenti del disco protoplanetario attorno al Sole che miliardi di anni fa non riuscirono a fondersi completamente per formare pianeti veri e propri, rimanendo corpi di piccole dimensioni, con i più grandi che hanno un diametro inferiore ai 3000 km.

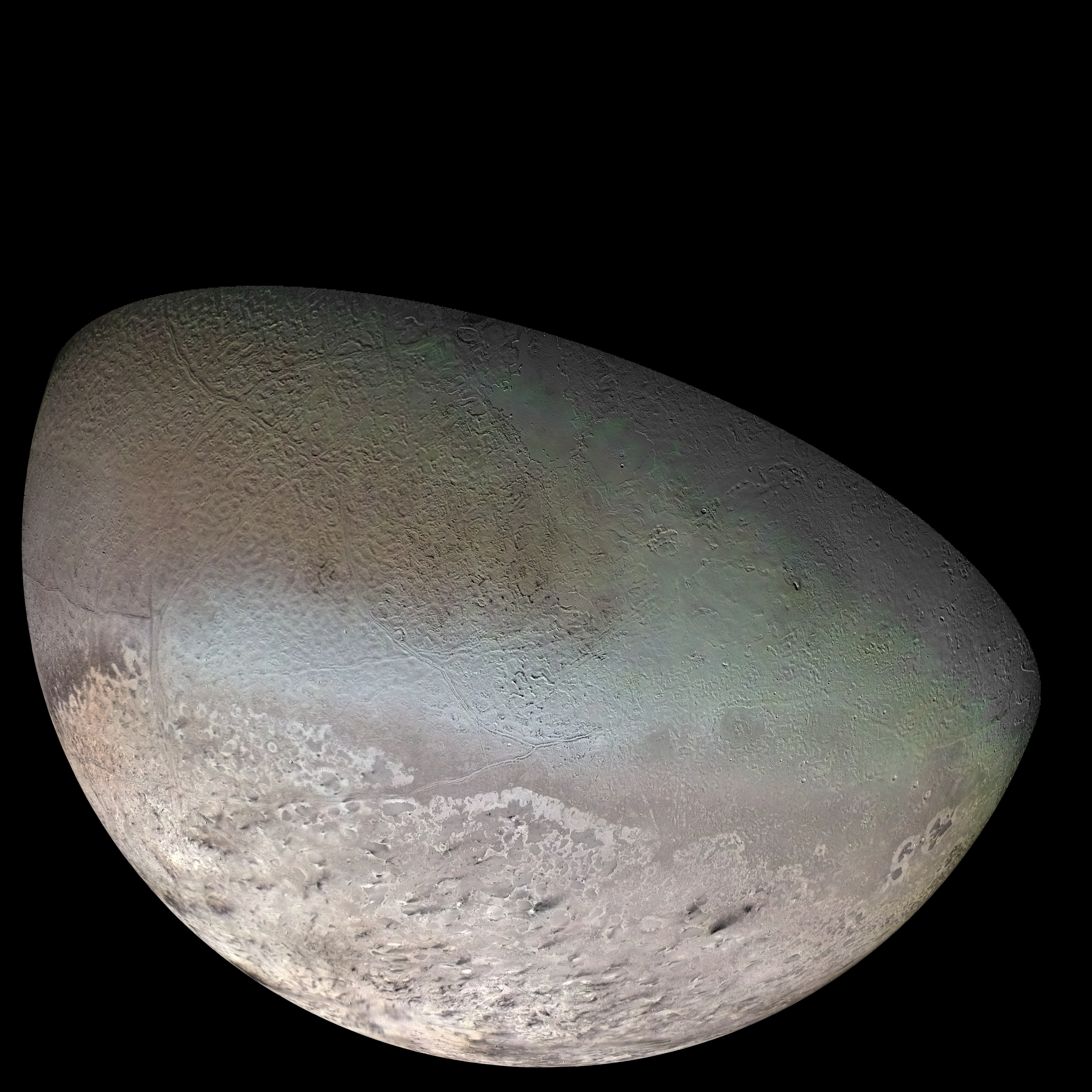
Tritone ha le stesse origini e caratteristiche di Plutone, tuttavia venne catturato da Nettuno, quando il pianeta gigante emigrò verso la fascia di Kuiper.

Simulazioni al computer hanno mostrato che la fascia di Kuiper è stata fortemente influenzata da Giove e Saturno, suggerendo inoltre che né Urano, né Nettuno si siano formati nelle loro attuali posizioni, in quanto non esisteva materia sufficiente in quella zona di spazio per la formazione di pianeti giganti, suggerendo invece che si siano formati molto più vicino a Giove. Ben presto la vicinanza ai più massicci Giove e Saturno provocò la migrazione di Urano e Nettuno verso l'esterno del sistema solare, a causa dello scattering gravitazionale provocato dai due pianeti più massicci, le cui orbite si spostarono al punto da essere in risonanza 2:1 tra esse. Lo spostamento di Nettuno verso l'esterno causò il caos e la dispersione di molti oggetti della fascia di Kuiper. Si pensa che la popolazione primordiale della Fascia di Kuiper sia stata ridotta del 99% a causa delle interazioni gravitazionali primordiali, spostando le orbite dei piccoli oggetti rimasti verso l'esterno.
Tuttavia, il modello più popolare tra la comunità scientifica a proposito delle dinamiche del sistema solare, il modello di Nizza, non riesce ancora a spiegare la distribuzione degli oggetti della Fascia di Kuiper, in quanto prevede eccentricità più elevate rispetto a quelle osservate da una parte dei KBO conosciuti, in particolare degli oggetti della "popolazione fredda", che si sarebbero formati nella stessa zona dove attualmente si trovano, al contrario della popolazione calda, migrata all'esterno a causa delle interazioni avute coi giganti gassosi.
Secondo uno studio di Rodney Gomes del 2012, nella fascia dovrebbero trovarsi anche oggetti di massa considerevole, paragonabili a Marte o alla Terra, per spiegare le orbite allungate di alcuni KBO. Nonostante alcuni astronomi abbiano supportato Gomes, altri, come il planetogo Harold Levison nutrono seri dubbi sulla possibilità che un corpo di dimensioni minori di Nettuno possa influenzare le orbite degli oggetti della Fascia di Kuiper.